# Kurt Holl

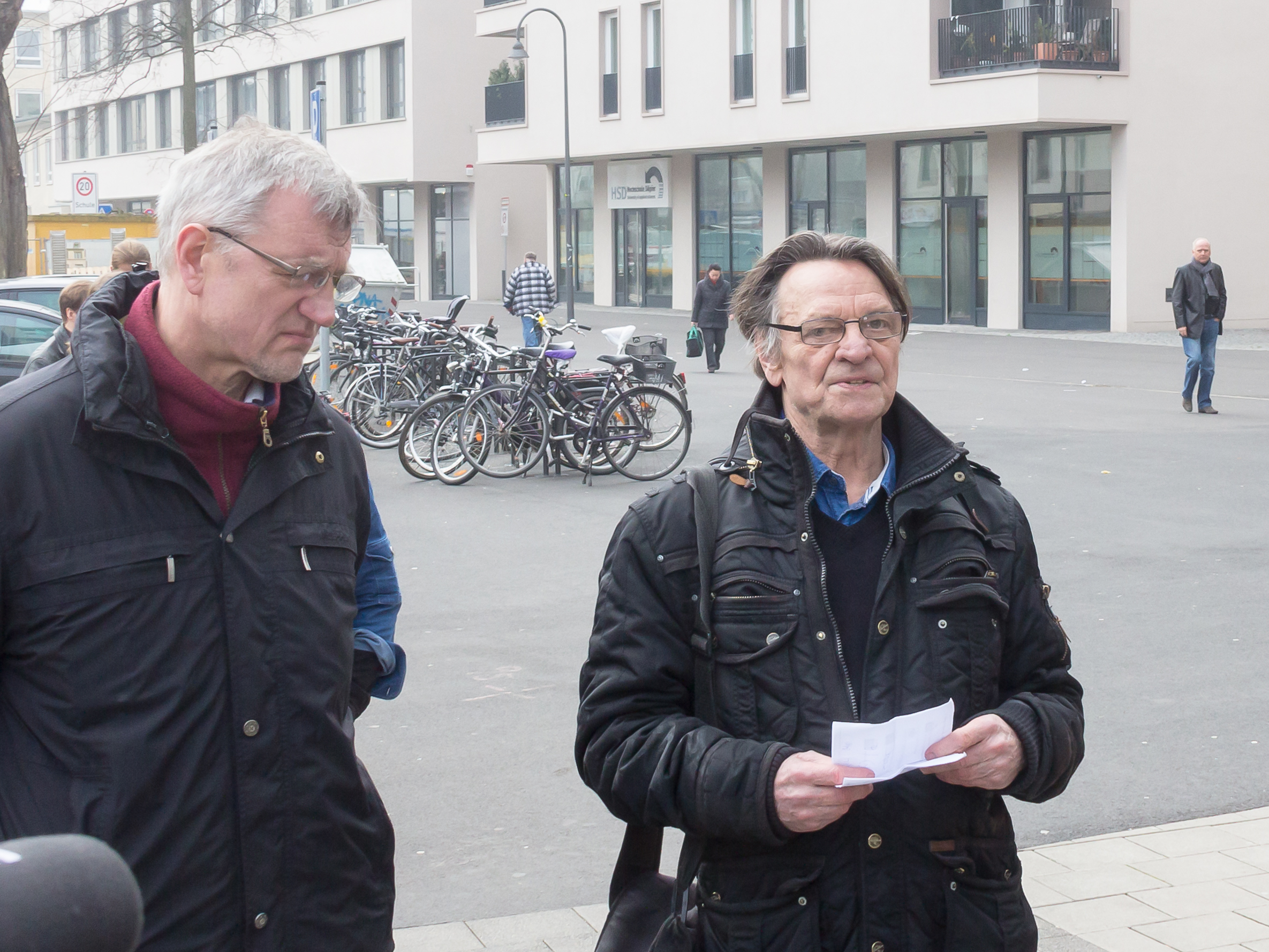
Kurt Holl (rechts) mit Andreas Hupke am Waidmarkt (März 2015)

Kurt Holl (* 17. September 1938 in Nördlingen; † 10. Dezember 2015 in Köln) war ein politisch und sozial engagierter Lehrer.

## Leben
Holl wuchs mit zwei Brüdern auf dem Bauernhof seiner Großeltern auf. Sein Vater fiel 1942 im Zweiten Weltkrieg als SS-Kavallerie-Angehöriger. Nach der Grundschule wechselte er durch Vermittlung seines Religionslehrers auf ein Jungen-Internat der Zinzendorfschulen in Königsfeld im Schwarzwald. Nach Köln kam er 1953 und besuchte hier das Gymnasium Kreuzgasse. Hier wurde er während des Ungarischen Volksaufstands 1956 politisch wachgerüttelt. Als Oberschüler wurde er von seinem Französischlehrer mit dem Buch von Henri Alleg La Question (Deutscher Titel: Die Folter) bekannt gemacht, das französisches Unrecht im Algerienkrieg darstellte. Als er daraufhin erfuhr, dass Mitglieder der FLN in der tunesischen Botschaft in Bonn Zuflucht gefunden hatten, brachte er deren Informationsmaterial während der Abiturfahrt nach Paris und legte es in Kirchen und Museen aus. In Köln gründete er mit Klassenkameraden die „Aktionsgemeinschaft Algerien“ und gewann dafür auch Bundespräsident Theodor Heuss und die SPD-Politiker Johannes Rau und Hans-Jürgen Wischnewski. Während seines anschließenden Theologie-Studiums an der Kirchlichen Hochschule Wuppertal engagierte er sich in der Studentenpolitik und wurde im ersten Semester zum AStA-Vorsitzenden gewählt, der viele politische Aktivitäten entwickelte zum Beispiel bei der Kampagne Kampf dem Atomtod.
Er wechselte zum Lehramtsstudium Französisch, Geschichte und Philosophie an die Universität zu Köln, wo er 1967 sein Studium mit dem Staatsexamen abschloss. Als Kölner SDS-Mitglied machte er auch weiter an der Hochschule Politik. Ab 1974 war er Referendar am Hansagymnasium Köln. Nach dem Referendariat wurde ihm die Übernahme in den Schuldienst wegen „mangelnder charakterlicher Eignung“ verweigert. Ihm wurde vorgeworfen, als Student und SDS-Mitglied an Kundgebungen gegen den Vietnam-Krieg, an einer von der Roten Hilfe der KPD getragenen Demonstration gegen den „Kölner Vietnam-Prozess“ und an Aktivitäten gegen den Radikalenerlass teilgenommen zu haben. In einem zwei Jahre dauernden Verfahren setzte Holl sich erfolgreich zur Wehr.
Während des Sozialhilfebezugs verpflichtete ihn die Stadt Köln auf dem Melaten-Friedhof zu gemeinnütziger Arbeit. Von dort ebenfalls eingesetzten Roma erfuhr er, dass für diese der Kontakt mit Verstorbenen zu tabuisierter sozialer Ausgrenzung führte, gründete den „Verein der Pflichtarbeiter Köln“ und verteilte Flugblätter auf dem Friedhof, was ihm ein Friedhofsverbot einbrachte. 1976 sorgte er mit dem „Kölner Verein für deutsch-türkische Zusammenarbeit“ dafür, dass Familien einer türkischen Ghetto-Siedlung in Köln-Merkenich in der Nähe ihrer Arbeitsstätte Ford Köln angemessene Wohnungen erhielten.
1975 hatten Schüler des Hansa-Gymnasiums über das von der Stadtverwaltung genutzte EL-DE-Haus, der früheren Kölner Gestapo-Zentrale, berichtet, eine Besichtigung war ihnen aber verwehrt worden. Kurt Holl, Sammy Maedge und andere gründeten in der Folge eine „Initiative für ein Dokumentationszentrum im EL-DE-Haus“. Im März 1979 ließen er und der Fotograf Gernot Huber vom linken Kölner Volksblatt sich über Nacht in den Kellerräumen des Gebäudes einschließen und fotografierten die in den ehemaligen Zellen des Gestapogefängnisses erhaltenen Gefangeneninschriften. Das öffentliche Echo im In- und Ausland nach der Publikation der Bilder bewirkte, dass die Stadt Köln den Keller und die Inschriften restaurieren ließ und der Keller 1981 zur Gedenkstätte, dem NS-Dokumentationszentrum der Stadt Köln, wurde.

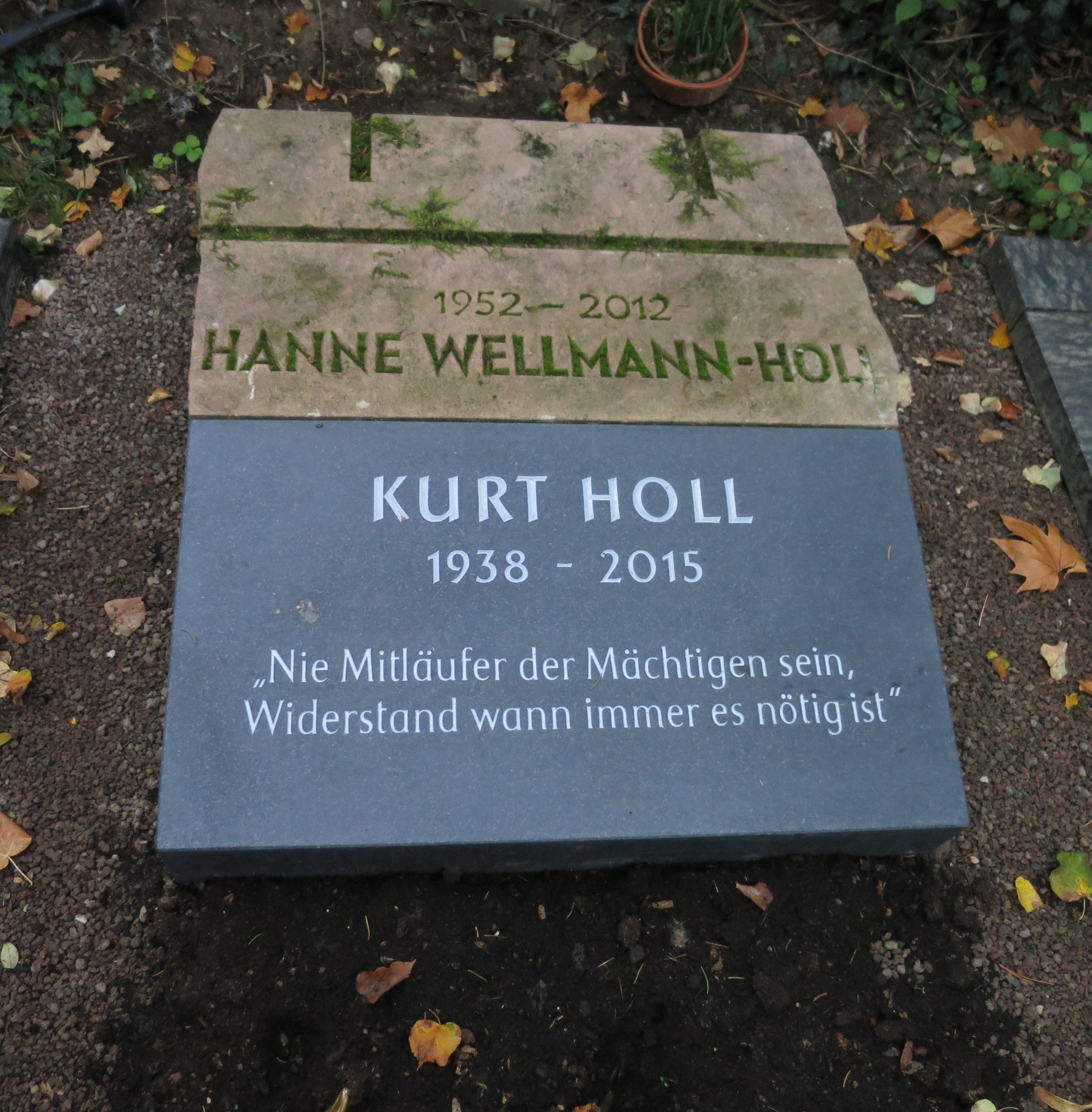
Grab auf dem Melaten-Friedhof (Oktober 2018)

1981 wurde Holl als Lehrer eingestellt und 1985 an das Abendgymnasium Köln versetzt, wo er ab 1998 hauptsächlich an der Außenstelle in der Strafanstalt Ossendorf unterrichtete. So hatte er tagsüber Freizeit für seine Aktivitäten. 1987 engagierte es sich mit anderen städtischen Bürgern bei der  Gründung der „Kölner Roma-Initiative“, aus der 1988 der Hilfsverein Rom e. V. hervorging. Er erhielt zusammen mit Hedwig Neven DuMont die Alternative Kölner Ehrenbürgerschaft. 2007 wurde er für sein multikulturelles und multinationales Engagement im Rheinland mit dem Rheinlandtaler ausgezeichnet.
Holl wurde 2013 zum Thema „Roma in NRW: Schwierigkeiten und Chancen“ in den Landtag Nordrhein-Westfalen eingeladen.
Der Rom e. V. wählte ihn 2015 für seine herausragenden jahrzehntelangen Dienste im Interesse der Kölner Roma zum lebenslangen Ehrenvorsitzenden. Holl starb 2015 im Alter von 77 Jahren in Köln. Er wurde auf dem Melaten-Friedhof (Flur 18 (C) Nr. 308) beigesetzt.
Im Oktober 2018 erschien posthum Kurt Holls Autobiografie „Ein unbequemer Kölner bis zum Schluss“, die von seinen beiden Söhnen Hannes Loh und Benjamin Küsters aus einem hinterlassenen Manuskript und weiteren Notizen erstellt wurde.

## Veröffentlichungen
- mit Corinna Kawaters: Ein Strich durchs Vergessen. Herausgegeben von Rom e. V., Köln 1997, DNB 1006083162
- mit Theo Fruendt: 650 Jahre Roma-Kultur im Kosovo und ihre Vernichtung: das Pogrom, Rom e. V., Köln 1999, DNB 1004978677
- Kurt Holl (Rom e. V): „Amaroh Kher“, ein Projekt für Roma Straßenkinder in Köln. In: Max Matter (Hrsg.): Die Situation der Roma und Sinti nach der EU-Osterweiterung. V&R unipress GmbH, Göttingen 2005
- mit Claudia Glunz (Hrsg.): Satisfaction und Ruhender Verkehr – 1968 am Rhein. Überarbeitete Neuausgabe, Emons, Köln 2008, ISBN 978-3-89705-550-6
- mit Jovan Nikolić: Die vergessenen Europäer: Kunst der Roma – Roma in der Kunst, (Ausstellung im Kölnischen Stadtmuseum vom 5. Dezember 2008 bis 1. März 2009, The forgotten Europeans), ROM e. V., Köln 2009, ISBN 978-3-9803118-8-5 (Beiträge teilweise deutsch, englisch, französisch, russisch, serbisch)
- Hannes Loh, Benjamin Holl (Hrsg.): Ein unbequemer Kölner bis zum Schluss: Kurt Holl. Autobiografisches Portrait eines 68ers, Edition Fredebold, Köln 2018, ISBN 978-3-944607-21-4.